# Rumble in the Bronx
Rumble in the Bronx (Hong faan kui) is een Hongkongse actiefilm uit 1995 met in de hoofdrol Jackie Chan. De film bracht Chan in de Amerikaanse mainstream.

## Verhaal
Ah Keung, een agent uit Hongkong, gaat naar New York voor de bruiloft van zijn oom, Bill. De man verkoopt zijn bloeiende supermarkt, gelegen in de Bronx. De nieuwe eigenaar van de winkel is een Chinese immigrant, Elaine, Keung helpt haar bedrijf. In de omgeving is er een bende, geleid door de meedogenloze Tony. De bandieten willen het bedrijf aanvallen. Geconfronteerd door criminelen, is Keung niet van plan zich over te geven aan criminelen.

## Rolverdeling
| Acteur             | Personage   |
| ------------------ | ----------- |
| Jackie Chan        | Ah Keung    |
| Anita Mui          | Elaine      |
| Françoise Yip      | Nancy       |
| Bill Tung          | Uncle Bill  |
| Marc Akerstream    | Tony        |
| Garvin Cross       | Angelo      |
| Morgan Lam         | Danny       |
| Kris Lord          | White Tiger |
| Carrie Cain-Sparks | Whitney     |